# RECONS
RECONS (acronimo di REsearch Consortium On Nearby Stars, Consorzio di Ricerca sulle Stelle più Vicine) è una collaborazione scientifica internazionale, fondata nel 1993 dall'astronomo Todd Henry dell'Università di Stato della Georgia.
Questo consorzio ha lo scopo di scoprire e studiare ogni oggetto situato entro un raggio di 10 pc (equivalenti a 32,6 a.l.) dal Sole. Dal 2012 è stato esteso il limite da 10 a 25 parsec.
Quando fu fondato il consorzio, il numero di stelle note entro tale raggio era di circa 200; nel 2003 ne erano note (soprattutto grazie al lavoro del consorzio) 341, tra cui 9 nane brune, 20 nane bianche e 3 pianeti extrasolari. 